# Зрадниця
«Зрадниця» (рос. «Предательница») — радянський фільм 1977 року режисера Микити Хубова. Прем'єра відбулася 11 січня 1978 року

## Сюжет
Марії Олександрівні, виховательці в інтернаті, вже під сорок, і ось вона нарешті знаходить можливість влаштувати особисте життя. Але людина, з яким вона хоче пов'язати своє життя, живе далеко, і їй належить розставання з її шостим класом — дітьми, яким вона замінила батьків. Діти по-різному поводяться в цій нелегкій ситуації — від альтруїзму до внутрішнього протесту і навіть ризику для свого життя заради того, щоб утримати кохану виховательку…

## У ролях
| Актор               | Роль                                  |
| ------------------- | ------------------------------------- |
| Лариса Блінова      | Марія Олександрівна                   |
| Георгій Кіянцев     | Льоша Сидоркин                        |
| Микола Смирнов      | Микола Андрійович, директор інтернату |
| Ігор Кучін          | Коля Агєєв                            |
| Ігор Курнєв         | Саша Галкін                           |
| Лідія Драновська    | вчителька                             |
| Майя Булгакова      | мама Саші Галкіна                     |
| Наталія Хорохоріна  | вчитель-вихователь                    |
| Євген Гуров         | дядя Коля                             |
| Лідія Князева       | епізод                                |
| Клавдія Козльонкова | вчителька фізкультури                 |
| Раїса Ларіонова     | епізод                                |
| Леонід Неведомський | наречений Марії                       |
| Інна Виходцева      | вчителька                             |
| Юлія Цоглин         | вчителька                             |
| Тамара Яренко       | епізод                                |
| Віктор Корєшков     | кавалер в кафе                        |

## Знімальна група
- Режисер: Микита Хубов
- Сценарій:  Людмила Дьоміна,  Валерій Дьомін, Микита Хубов
- Оператор:  Михайло Якович
- Композитор: Євген Крилатов
- Художник: Борис Дуленков